# Athyrium suprapubescens
Athyrium suprapubescens är en majbräkenväxtart som beskrevs av Ren-Chang Ching. Athyrium suprapubescens ingår i släktet Athyrium och familjen Athyriaceae. Inga underarter finns listade.